# Обсерваторія Модра
Астрономічна обсерваторія Модра (слов. Astronomické observatórium Modra) — астрономічна обсерваторія, розташована в Модра (Словаччина). Вона належить кафедрі астрономії, фізики Землі та метеорології факультету математики, фізики та інформатики Університету Коменського в Братиславі. Знаходиться у високогір'ї Малих Карпат. Основними інструментами є два телескопи-рефлектори, діаметрами 70 і 60 см. На території розташовані й інші наукові об'єкти: метеостанція, сейсмограф, станція вимірювання магнітного поля, сонячна обсерваторія, станція виявлення резонансу Шумана та метеорна станція, яка працює спільно з аналогічними станціями в Болоньї та Лечче (Італія). Обсерваторія також займається популяризацією науки і використовує для цього амфітеатр просто неба.

## Опис
Обсерваторія розташована за 12 км на північ від міста Модра, у містечку Песок, на висоті 535 м над рівнем моря. Комплекс займає площу приблизно 3,5 га і розташований посеред букового лісу. До місця можна дістатися або асфальтованою дорогою з туристичного району Зохова хата (це кінцева точка автобусних ліній) або пішохідною стежкою, що прямує до Великої Гомолі.
Центром обсерваторії є «головна будівля» з 8-метровим куполом, 60-сантиметровим телескопом Цайса з ПЗЗ-камерою і 20-сантиметровим сонячним телескопом з H-фільтром.
«Верхня будівля» має 5-метровий купол, який містить 24-сантиметровий телескоп із ПЗЗ-камерою для освітніх цілей і 28-сантиметровий телескоп Шмідта-Кассегрена з ПЗЗ-камерою для спостереження за транзитами екзопланет. Обсерваторія також має 28-сантиметровий роботизований телескоп Шмідта-Кассегрена на альтазимутальному монтуванні. Також є метеорний павільйон (частина Європейської болідної мережі) з фотокамерою та телевізійною камерою всього неба, магнітний павільйон із зондами для вимірювання магнітного поля Землі, сейсмічна камера з сейсмометром, купол для сонячного телескопа і купол для котушок детектування магнітної складової резонансів Шумана.
У так званому «нижньому корпусі», розташованому біля невеликого ставка, є невеликий конференц-зал і розміщуються гості обсерваторії. Метеорологічні прилади закладу забезпечують безперервні вимірювання температури та вологості повітря, кількості опадів, швидкості вітру та тривалості сонячного дня з моменту створення обсерваторії в 1988 році.
У 2012 році на території закладу був побудований відкритий амфітеатр для навчальних цілей з проєктором, проєкційним екраном, аудіосистемою та сидіннями.

## Наука та дослідження
Обсерваторія належить Університету Коменського і проводить практичну та теоретичну підготовку студентів з астрономії та астрофізики в магістратурі та аспірантурі.
Дослідження зосереджено, в основному, на малих тілах Сонячної системи, метеорах і екзопланетах.
Станом на січень 2014 року в обсерваторії було виявлено понад 175 астероїдів із остаточними цифровими позначеннями та 34 астероїди з тимчасовими позначеннями, включаючи два навколоземні об'єкти, 2005 GB34 та 2008 UW5. Спостереження зосереджені на фотометрії астероїдів і комет, а міжнародна група працює над подвійними астероїдами. Астрометричні вимірювання допомагають точно визначити орбіти нещодавно відкритих тіл.
Також це була перша обсерваторія в Словаччині, яка спостерігала транзит екзопланети.
Дослідження Сонця полягає у спостереженні за активними областями хромосфери у лінії Н-альфа.
Виявлення метеорів здійснюється за допомогою телевізійних технологій на додаток до класичних камер повного огляду неба. Метеорологічні спостереження проводяться за допомогою напівавтоматичних телевізійних камер у Тесарське Млянинах і Кисуцькому Новому Месті, якими керують дистанційно. Окрім метеорів телекамери також фіксують електричні розряди у верхніх шарах атмосфери, так звані «спрайти».
Вчені обсерваторії запропонували систему телескопів під назвою ADAM-WFS (Automated Detection of Asteroids and Meteoroids-Wide Field Survey), яка має спостерігати все видиме небо тричі на ніч і виявляти невеликі навколоземні астероїди і космічне сміття.

## Галерея

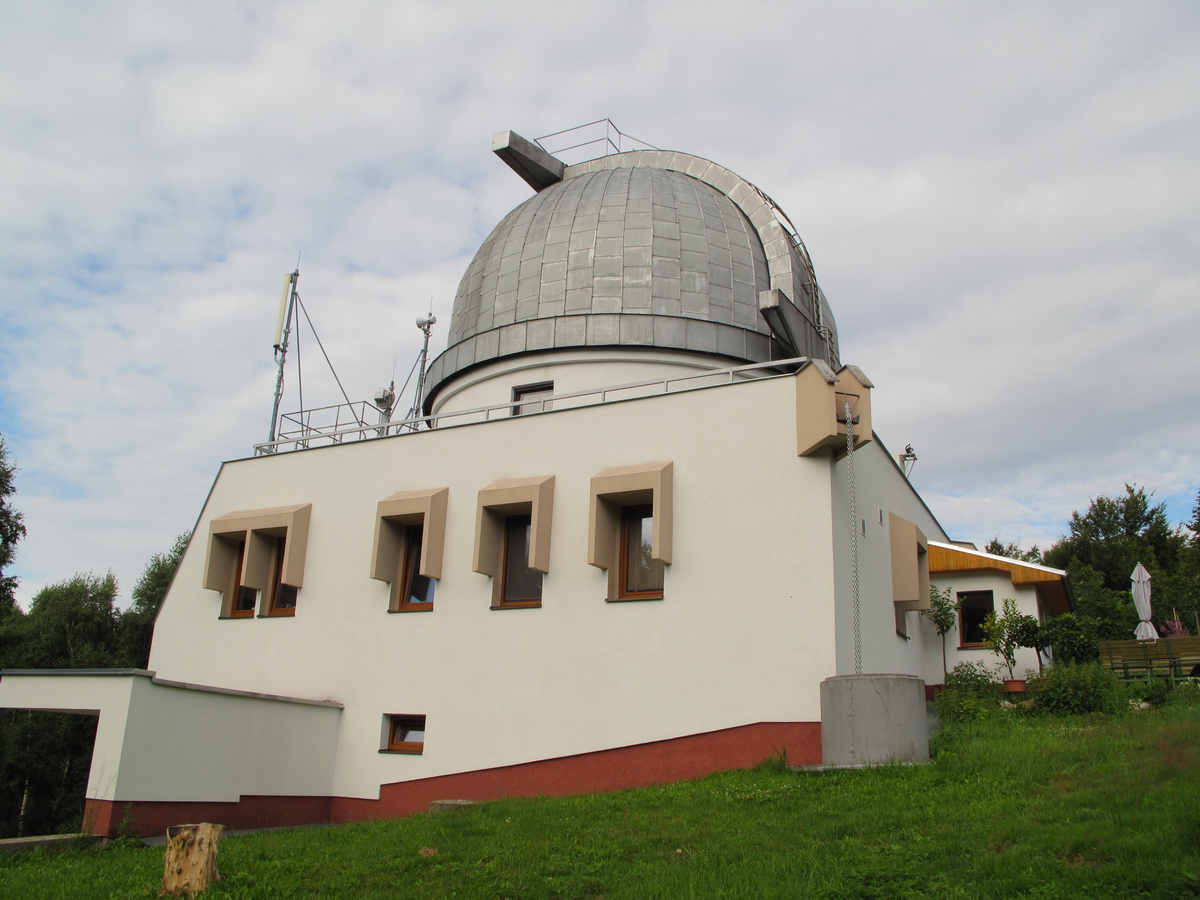
Головна будівля
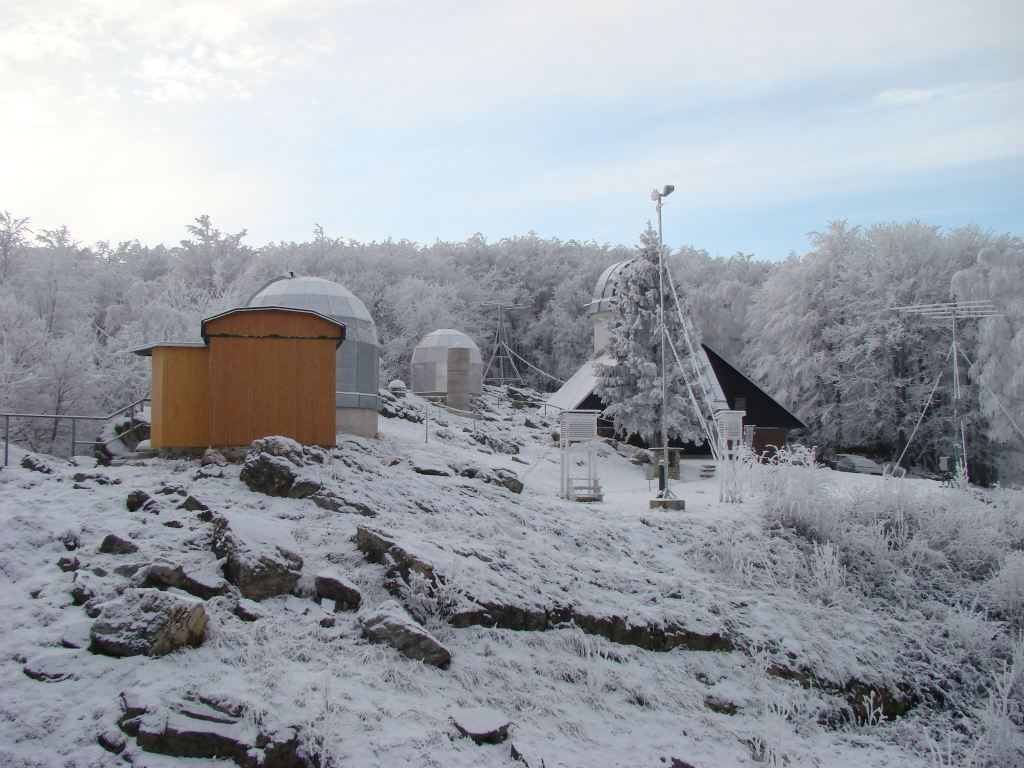
Зима в обсерваторії Модра
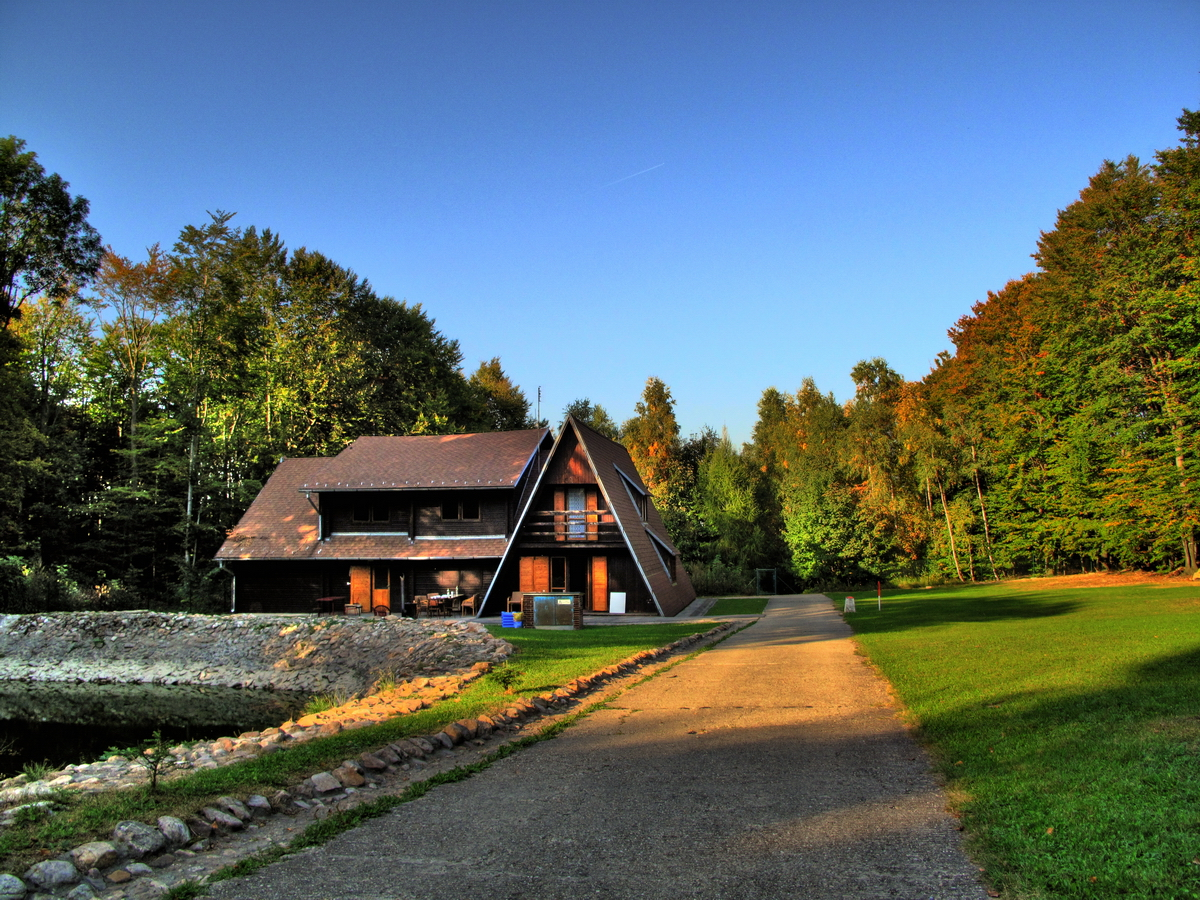
Нижня будівля обсерваторії Модра
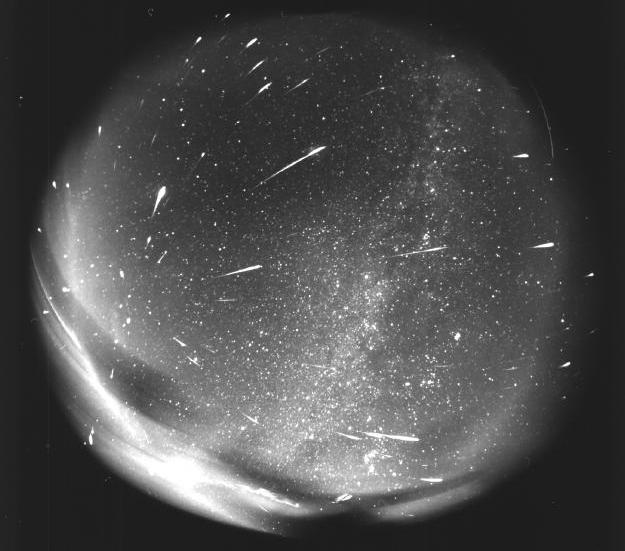
Метеорний потік Леонід 1998 року, знятий фотопластинку
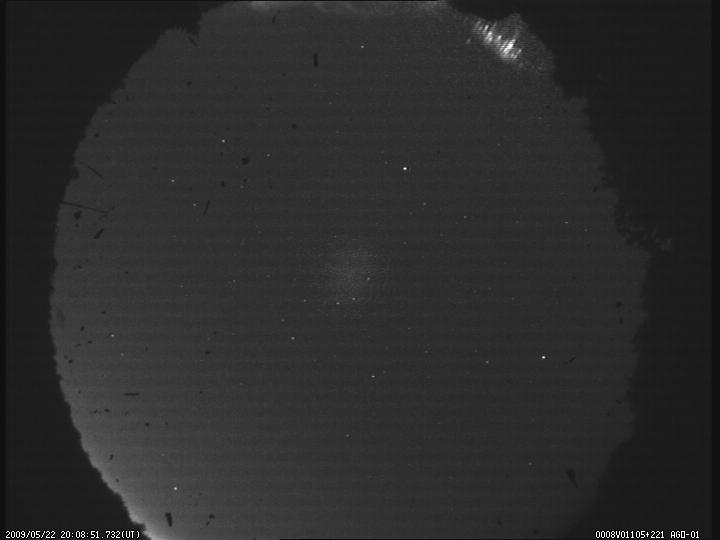
Атмосферні розряди («спрайти»), зафіксовані метеорним патрулем Модра
Активна ділянка на Сонці, знята з обсерваторії Модра
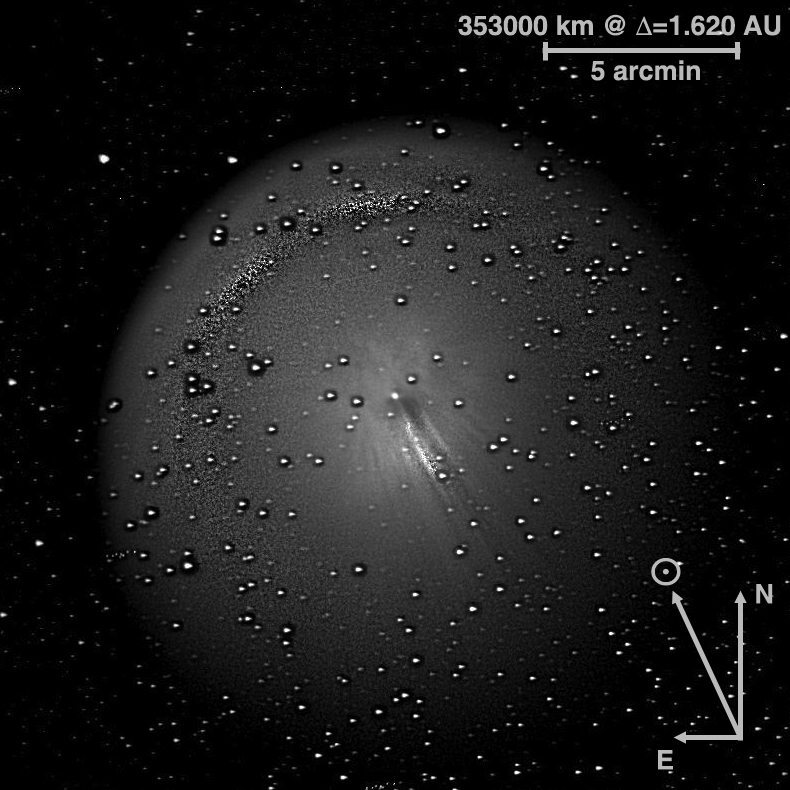
Комета 17P/Голмса, знята з обсерваторії Modra
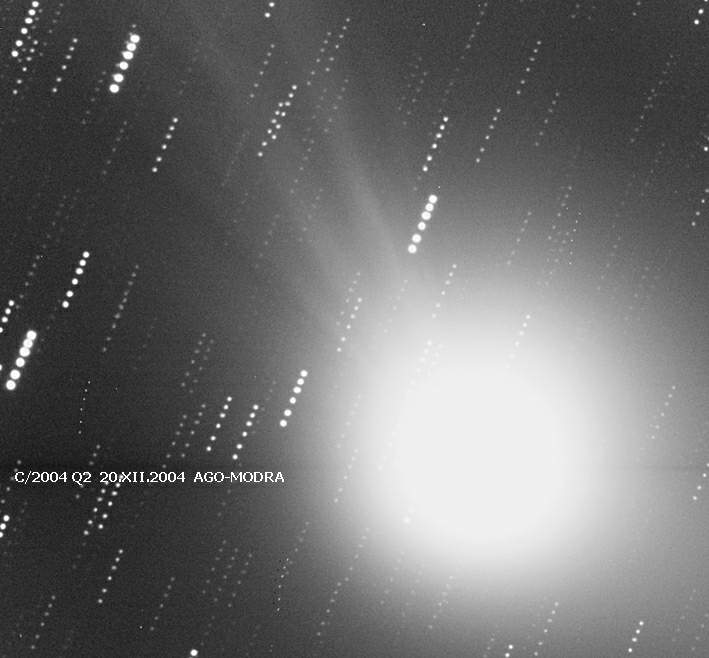
Комета C/2004 Q2 Махгольца, знята з обсерваторії Модра
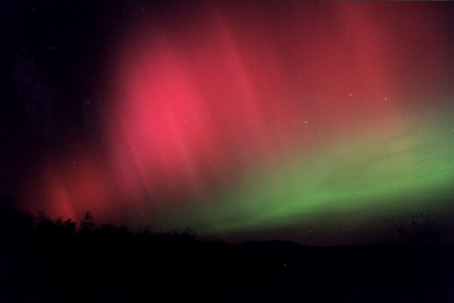
Полярне сяйво, зняте обсерваторією Модра
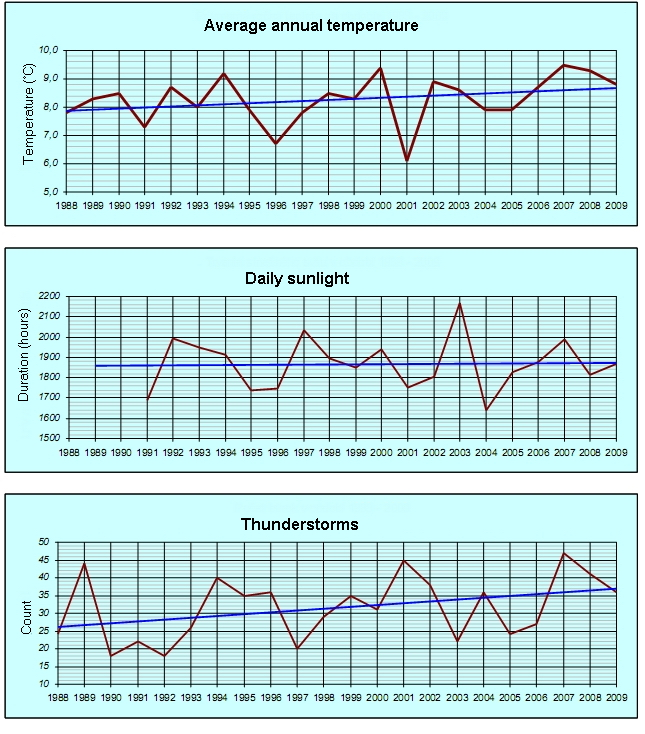
Кліматичні вимірювання в обсерваторії Модра